# Тодор Близнаков
Тодор Близнаков е български актьор и радио-водещ.

## Биография
Тодор Георгиев Близнаков е роден на 17 октомври 1951 г. в град Толбухин (Добрич). След като завършва Първа математическа гимнасия в Толбухин, е приет за студент във ВИСИ – София.
През 1973 г. кандидатства във ВИТИЗ „Кръстьо Сарафов“, където е приет в класа на проф. Анастас Михайлов и старши преподавател Цветан Цветков-Молловски.
Завършва през 1977 г. ВИТИЗ „Кръстьо Сарафов“ специалност „Актьорско майсторство за драматичен театър" в класа на проф. Анастас Михайлов, с асистенти Цветан Цветков-Молловски и Коста Цонев. От есента на 1977 г. е в трупата на Драматичен театър „Йордан Йовков“ – Добрич, а от есента на 1981 г. – в трупата на Драматичен театър „Стефан Киров“ – Сливен. От 1996 г. е в трупата на Сатиричен театър „Алеко Константинов“ – София. През май 1996 г. получава театралната награда „Аскеер“ за най-добра поддържаща роля – „Педро“ във „Въведение в тяхната картина“ от Маргарит Минков, постановка Иван Урумов, Държавен сатиричен театър „Алеко Константинов“.
От ноември 2008 г. е преподавател по актьорско майсторство в Актьорски школи МОНТфИЗ, с художествен ръководител Мария Сапунджиева.
Тодор Близнаков е играл в над 25 роли в продължение на 15 години в сливенския Драматичен театър „Стефан Киров" където става част от трупата около Слави Шкаров със сценограф Нейко Нейков и композитора Михаил Шишков.
През годините участва в спектакли и на Драматичен театър „Адриана Будевска“ – Бургас, Театър 199 „Валентин Стойчев“, Театър „София“, Първи частен театър „Ла Страда“ – София, Модерен театър – София, Студио за документален театър „VOX POPULI“ – София, Театрална работилница „Сфумато“.
Други негови роли са в Мистър Райс в „Моли Суини“, Селздън в „Още веднъж отзад“, Отчето в „Ловчанския владика“, Вершинин в „Три сестри“, Педро в „Въведение в тяхната картина“, Войницки във „Вуйчо Ваньо“, Сарафинов в „По-големият син“.
Снима се в киното, участва в радиопредавания в Сливен и в София. Бил е част от сериалите „Столичани в повече“ и „Дяволско гърло“.
Участията му в киното са в „Мадам Бовари от Сливен“ – Емил Цанев; „Емигранти“ – Ивайло Христов и Людмил Тодоров; „Моето мъничко нищо“ – Дочо Боджаков, „Хайка за вълци“, „Каръци“, „Столичани в повече“, „Дяволско гърло“
Играе в ролята на Велико Кехая във филма „Шибил“ по разказа на Йордан Йовков с режисьор Никола Бозаджиев. Това е последното му превъплъщение в киното преди смъртта му. Последното му участие на театралната сцена е в постановката на Борислав Чакринов „Къщата на спящите красавици“ в дует с Мария Сапунджиева, пиеса на Дейвид Хенри Хуанг по романа на Ясунари Кавабата.
Тодор Близнаков умира на 30 май 2019 г. в София.
Издадена е книга за творчеството му – „Ей така“ – Съставители: Пенка Близнакова, Никола Вандов, Издателство: Валентин Траянов. Официалното представяне на книгата както и премиерата на късометражния филм „Еди кой си“ – режисьор Милко Йовчев се състои на 17 октомври 2020 г. в Театър 199 в чест на първата годишнина на рождения му ден след кончината му.

## Филмография
- Мадам Бовари от Сливен (1991)

## Телевизионен театър
- „Братът на Бай Ганя Балкански“ (мюзикъл, 1997) – д-р К. Тренев